# Alberto Medina
Alberto Medina Briseño (Culiacán, 29 mei 1983) is een Mexicaans betaald voetballer die sinds 2000 onder contract staat bij de Mexicaanse club CD Guadalajara. Hij speelt als aanvallende middenvelder.

## Interlandcarrière
Medina maakte zijn debuut voor de Mexicaanse nationale ploeg op 19-jarige leeftijd, op 30 april 2003 tegen Brazilië. Hij scoorde vier keer in de voorbeiding op het WK voetbal 2010, maar kwam desondanks niet in actie op het toernooi. Medina heeft 56 interlands achter zijn naam staan en zes doelpunten. Hij won met Mexico onder meer de CONCACAF Gold Cup 2009.